# حمل مواطأة
حمل المواطأة، ويقال له أيضا حمل هو هو، عبارة عن أن يكون الشيء محمولا على الموضوع بالحقيقة بلا واسطة، كقولنا: الإنسان حيوان ناطق، بخلاف حمل الاشتقاق، إذ لا يتحقق في أن يكون المحمول كليا للموضوع، كما يقال: الإنسان ذو بياض، والبيت ذو سقف.